# Pentaspadon
Pentaspadon is een geslacht uit de pruikenboomfamilie (Anacardiaceae). De soorten uit het geslacht komen voor van in Indochina tot in Papoeazië.

## Soorten
- Pentaspadon annamense (Evrard & Tardieu) P.H.Hô
- Pentaspadon curtisii (King) Corner
- Pentaspadon minutiflora B.L.Burtt
- Pentaspadon motleyi Hook.f.
- Pentaspadon poilanei (Evrard & Tardieu) P.H.Hô
- Pentaspadon velutinus Hook.f.

... · 
Anacardium · 
Bouea · 
Buchanania · 
Cotinus · 
Mangifera · 
Pistacia (Pistache) · 
Protorhus · 
Rhus · 
Schinus · 
Sclerocarya · 
Sorindeia · 
Spondias · 
Toxicodendron · 
...